# Antônio Carlos Cunha Capocasali Júnior
Antônio Carlos Cunha Capocasali Júnior (Río de Janeiro, Brasil; 7 de marzo de 1993), conocido solo como Antônio Carlos, es un futbolista brasileño. Juega de defensa central y su equipo actual es el Fluminense F. C..

## Trayectoria

### Inicios
Antônio Carlos comenzó su carrera en las inferiores del Fluminense y ganó tres campeonatos juveniles Cariocas. Dejó el club en 2007 luego de cuestionamientos por su peso. En 2009 jugó para el amateur Sendas, donde ganó la Copa Rio de 2010.

### Corinthians
En 2011 entró a las inferiores del Corinthians y en 2012 llegó al primer equipo del club. Debutó el 10 de marzo de 2012 en el empate 1-1 contra el Guarani en el Campeonato Paulista.
Durante su paso en Corinthians, fue enviado a préstamo al Oeste y el Avaí de la Serie B. Fue liberado del club al término del año 2014.

### Tombense
Antônio Carlos fichó por el Tombense de la Serie C de Brasil y en esta etapa fue enviado a préstamo a clubes de la Serie A, regresando al Avaí, luego Flamengo, Ponte Preta y Palmeiras.

### Palmeiras
Llegó al Palmeiras a préstamo en 2017 y fichó por el club en 2018. Jugó 22 encuentros con su nuevo club en su primer año y logró ganar el Campeonato Brasileño Série A 2018.

#### Préstamo al Orlando City
El 30 de diciembre de 2019 fue enviado a préstamo al Orlando City de la MLS para la temporada 2020. Debutó en Estados Unidos el 29 de febrero en el empate 0-0 ante el Real Salt Lake.

## Selección nacional
En marzo de 2012 fue citado a la selección sub-20 de Brasil para competir en el Mediterranean International Cup en Barcelona, España. Fue citado nuevamente en marzo de 2013 para jugar el Campeonato Sudamericano de Fútbol Sub-20 de 2013, sin embargo a último momento quedó fuera de la convocatoria.

## Estadísticas
Actualizado al último partido disputado el 8 de marzo de 2020.
| Corinthians · Brasil |               |               |     |   |    |    |    |    |    |    |     |   |
| 1.ª | 2012          | 3             | 0   | 0 | 0  | -  | -  | 2  | 0  | 5  | 0   |   |
| Total club | Total club    | 3             | 0   | 0 | 0  | 0  | 0  | 2  | 0  | 5  | 0   |   |
| Oeste · Brasil |               |               |     |   |    |    |    |    |    |    |     |   |
| 2.ª | 2013          | 1             | 0   | - | -  | -  | -  | 10 | 0  | 11 | 0   |   |
| Total club | Total club    | 1             | 0   | 0 | 0  | 0  | 0  | 10 | 0  | 11 | 0   |   |
| Avaí · Brasil |               |               |     |   |    |    |    |    |    |    |     |   |
| 2.ª | 2014          | 32            | 2   | 3 | 0  | -  | -  | 16 | 1  | 51 | 3   |   |
| 1.ª | 2015          | 29            | 1   | 3 | 0  | -  | -  | 9  | 1  | 41 | 2   |   |
| Total club | Total club    | 61            | 3   | 6 | 0  | 0  | 0  | 25 | 2  | 92 | 5   |   |
| Tombense · Brasil |               |               |     |   |    |    |    |    |    |    |     |   |
| 3.ª | 2015          | 0             | 0   | - | -  | -  | -  | -  | -  | 0  | 0   |   |
| Total club | Total club    | 0             | 0   | 0 | 0  | 0  | 0  | 0  | 0  | 0  | 0   |   |
| Flamengo · Brasil |               |               |     |   |    |    |    |    |    |    |     |   |
| 1.ª | 2016          | 0             | 0   | - | -  | -  | -  | 0  | 0  | 0  | 0   |   |
| Total club | Total club    | 0             | 0   | 0 | 0  | 0  | 0  | 0  | 0  | 0  | 0   |   |
| Ponte Preta · Brasil |               |               |     |   |    |    |    |    |    |    |     |   |
| 1.ª | 2016          | 14            | 1   | 1 | 0  | -  | -  | 0  | 0  | 15 | 1   |   |
| Total club | Total club    | 14            | 1   | 1 | 0  | 0  | 0  | 0  | 0  | 15 | 1   |   |
| Palmeiras · Brasil |               |               |     |   |    |    |    |    |    |    |     |   |
| 1.ª | 2017          | 5             | 0   | 0 | 0  | 1  | 0  | 2  | 0  | 8  | 0   |   |
| 1.ª | 2018          | 22            | 1   | 6 | 0  | 8  | 0  | 16 | 2  | 52 | 3   |   |
| 1.ª | 2019          | 9             | 0   | 2 | 0  | 3  | 0  | 9  | 0  | 23 | 0   |   |
| Total club | Total club    | 36            | 1   | 8 | 0  | 12 | 0  | 27 | 2  | 83 | 3   |   |
| Orlando City Estados Unidos |               |               |     |   |    |    |    |    |    |    |     |   |
| 1.ª | 2020          | 2             | 0   | 0 | 0  | -  | -  | -  | -  | 2  | 0   |   |
| Total club | Total club    | 2             | 0   | 0 | 0  | 0  | 0  | 0  | 0  | 2  | 0   |   |
| Total carrera | Total carrera | Total carrera | 117 | 5 | 15 | 0  | 12 | 0  | 64 | 4  | 208 | 9 |
| (1) Incluye datos de la Copa de Brasil (2) Incluye datos de la Copa Libertadores (3) Incluye datos del Campeonato Paulista y el Campeonato Catarinense |               |               |     |   |    |    |    |    |    |    |     |   |

## Palmarés

### Títulos nacionales
| Título  | Club       | País   | Año  |
| ------- | ---------- | ------ | ---- |
| Serie A | Palmeriras | Brasil | 2018 |

### Títulos internacionales
| Título                       | Club        | País       | Año  |
| ---------------------------- | ----------- | ---------- | ---- |
| Campeonato Mundial de Clubes | Corinthians | Japón      | 2012 |
| Copa Libertadores            | Corinthians | Sudamérica | 2012 |